# ميلتون وايتنغ
ميلتون وايتنغ هو سياسي أسترالي، ولد في 11 مارس 1922، وتوفي في 5 يوليو 2010. انتخب عضو الجمعية التشريعية  في فيكتوريا ‏.